# Robert Lowell
Robert Traill Spence Lowell Jr. (ur. 1 marca 1917 w Bostonie, Massachusetts, zm. 12 września 1977 w Nowym Jorku) – amerykański poeta, dramaturg i tłumacz z kręgu poetów konfesyjnych, był nauczycielem i inspiracją dla wielu znaczących twórców literatury lat 50. i lat 60. XX wieku, np. Anne Sexton i Sylvii Plath. W 1947 i 1974 roku został laureatem Nagrody Pulitzera w dziedzinie poezji, a w 1960 laureatem National Book Award w tej samej dziedzinie.

## Życiorys
Lowell pochodził z jednej z najstarszych bostońskich rodzin, której członkiem była inna uznana poetka Amy Lowell. Był synem oficera marynarki amerykańskiej Roberta Trailla Spence’a Lowella seniora i jego żony Charlotte Winslow. Po skończeniu prywatnej szkoły w rodzinnym mieście, rozpoczął studia na uniwersytecie Harvarda, lecz po pewnym czasie przeniósł się do Kenyon College w Gambier w stanie Ohio, gdzie później uzyskał dyplom, aby studiować pod kierunkiem jednego z wielkich amerykańskich krytyków, Johna Crowe Ransoma.
W latach 1940–1946 był gorliwym katolikiem, wiara ta wywarła wpływ na jego pierwsze dwa zbiory wierszy Land of Unlikeness (1944) i Lord Weary’s Castle (1946). Lowell zaangażowany był silnie w życie polityczne. Podczas II wojny światowej odmawiał służby wojskowej ze względu na bombardowania celów cywilnych przez aliantów, za co zresztą trafił na pewien czas do więzienia. W sposób aktywny protestował również przeciwko wojnie wietnamskiej.
Życie osobiste Lowella pełne było zawirowań małżeńskich oraz kryzysów natury psychicznej. Był trzykrotnie żonaty, z pisarkami Jean Stafford, Elizabeth Hardwick i Caroline Blackwood. Cierpiał na depresję maniakalną, z powodu której hospitalizowano go około 20 razy i poddawany był terapii szokowej. Zmarł na atak serca w nowojorskiej taksówce w 1977 roku, pochowano go na cmentarzu Stark w Dunbarton w stanie New Hampshire.

## Twórczość
Pierwsze dwa tomiki poetyckie Lowella, Land of Unlikeness i Lord Weary’s Castle, stanowią raczej przykład szkoły formalistycznej, cechuje je mistrzowskie posługiwanie się metrum oraz rymem, cieszyły się też sporym uznaniem krytyki. Później jednakże, częściowo w związku z trapiącymi go kryzysowymi stanami psychicznymi, a częściowo pod wpływem poetów młodszego pokolenia np. Allena Ginsberga czy W.D. Snodgrassa, jego poezja zaczęła przesuwać się w kierunku rejestracji doświadczeń osobistych i odchodzić od formalizmu. Wyraźnie jest to przejście w stronę poezji o charakterze konfesyjnym widoczne w przełomowym tomiku pt. Life Studies z 1959 roku. Z tomiku tego pochodzi jeden z bardziej znanych wierszy Lowella pt. „Skunk Hour”, będący opisem podupadłego miasteczka w Nowej Anglii i zawierający dość szokujące, jak na owe czasy, wyznanie: „My mind is not right" („nie jestem przy zdrowych zmysłach”). Life Studies uważany jest za jeden z ważniejszych tomików poetyckich XX wieku.
Następny tomik Lowella pt. For the Union Dead również zyskał uznanie krytyki, szczególnie za tytułowy wiersz. Później jednak jego poezja zaczęła tracić na popularności i rzadziej ją zauważano.
W latach 60. Lowell stał się postacią medialną, widywano go w towarzystwie znanych osób, np. Jacqueline i Roberta Kennedy’ego, Mary McCarthy, Eugene’a McCarthy’ego. W 1970 odszedł od swojej drugiej żony Elizabeth Hardwick dla brytyjskiej autorki Caroline Blackwood. Wywiązał się wtedy drobny spór, gdy Lowell wykorzystał w swoich wierszach fragmenty prywatnych listów Hardwick, za co zresztą ostro skrytykowali go przyjaciele, m.in. Adrienne Rich i Elizabeth Bishop.

## Dzieła
- Land of Unlikeness (1944)
- Lord Weary’s Castle (1946, Nagroda Pulitzera w dziedzinie poezji)
- The Mills of the Kavanaughs (1951)
- Life Studies (1959)
- Phaedra  (1961, tłumaczenie)
- Imitations (1961)
- For the Union Dead (1964)
- The Old Glory (1965, trylogia dramatyczna, wydanie polskie pt. Chwała sztandaru w 1974)
- Near the Ocean (1967)
- The Voyage & other versions of poems of Baudelaire (1969)
- Prometheus Bound (1969)
- Notebooks 1967-1968 (1969) (wydanie przejrzane i rozszerzone, 1970)
- For Lizzie and Harriet (1973)
- History (1973)
- The Dolphin (1973, Nagroda Pulitzera w dziedzinie poezji)
- Selected Poems (1976) (wydanie poprawione, 1977)
- Day by Day (1977)

### Polskie wydania twórczości Lowella
- Wiersze, Warszawa 1973, PIW, wybór, wstęp i przekład Andrzej Słomianowski
- Chwała sztandaru. Tryptyk sceniczny, Kraków 1974, Wydawnictwo Literackie, przeł. J. Żuławski
- Poezje, Kraków 1986, Wydawnictwo Literackie, wybór i posłowie B. Taborski, przeł. S. Barańczak, P. Sommer, M. Sprusiński, B. Taborski